# Gerra lunata
Gerra lunata là một loài bướm đêm trong họ Noctuidae.